# 伊利沙伯灣 (新南威爾斯州)
伊利沙伯灣是澳洲新南威爾斯州雪梨的一個港口市區，位於雪梨商業中心區以東3（1.9英里）處，雪梨市地方政府行政區內。
該市區得名於雪梨港的同名海灣，而後者得名於紐省總督麥覺理之妻。

## 外部連結
- Guide to Elizabeth Bay House including biography of Verge （页面存档备份，存于）
- Anne Cunningham. . Dictionary of Sydney. Dictionary of Sydney Trust. 2012  [16 October 2015]. （原始内容存档于2024-04-30）.

33°52′17″S 151°13′42″E / 33.87143°S 151.22841°E